# Phloeotrinus miniuscula
Phloeotrinus miniuscula is een keversoort uit de familie zwamspartelkevers (Melandryidae). De wetenschappelijke naam van de soort werd in 1962 gepubliceerd door Nomura.